# Kerels der Noordzee
Kerels der Noordzee is een strijdlied dat zijn origine kent in de Vlaamse beweging en sinds de tweede helft van de twintigste eeuw door groepen van de  Vlaamse jeugdbeweging KSA gezongen wordt als openingslied van KSA-vergaderingen. De tekst is geschreven door Leo Devloo, de muziek is van Paul François.
Het lied is vermoedelijk in 1931 geschreven en werd opgenomen in de KSA-liedbundel Singhet ende weset vro dat in 1940 en 1943 gedrukt werd.

## Tekst van het lied
Het lied bestaat uit vier coupletten en een refrein. Het eerste couplet luidt als volgt:
Kerels der Noordzee, wikingsbloed,
Schaart u vereend rond de vlag,
’t Gaat om uw kerstene Vlaamse diet,
Reedt u ten koenen slag.
Harop, ten strijd!
Gij nieuwe jeugd,
Ten kamp voor God,
Ten kamp voor God!